# Audun Sjøstrandl
Audun Sjøstrandl, né le 11 avril 1950 à Radøy en Norvège, est un écrivain et un journaliste norvégien, auteur de roman policier.

## Biographie
Il est journaliste pour le Gula Tidend (no).
En 1985, il publie son premier roman, Hundemordet. En 1991, il fait paraître Valsekongens fall avec lequel il remporte le prix Riverton 1991.

## Œuvre

### Romans
- Hundemordet (1985)
- Ureint trav (1987)
- Valsekongens fall (1991)

## Prix et distinctions

### Prix
- Melsom-prisen (no) 1986[1]
- Prix Riverton 1991 pour Valsekongens fall[2]